# (3120) Dangrania
(3120) Dangrania (1979 RZ; 1979 TN) ist ein ungefähr 16 Kilometer großer Asteroid des äußeren Hauptgürtels, der am 14. September 1979 vom russischen (damals: Sowjetunion) Astronomen Nikolai Stepanowitsch Tschernych am Krim-Observatorium (Zweigstelle Nautschnyj) auf der Halbinsel Krim (IAU-Code 095) entdeckt wurde.

## Benennung
(3120) Dangrania wurde nach dem sowjetisch-russischen Schriftsteller Daniil Alexandrowitsch Granin (1919–2017) benannt, dessen Werke sich hauptsächlich mit der Arbeit von Wissenschaftlern und Technikern beschäftigten.